# Santa Fé (huyện)
Huyện Santa Fé là một huyện (distrito) thuộc tỉnh Veraguas ở Panama. Theo điều tra dân số năm 2000, huyện này có dân số 12890 người. Huyện Santa Fé có diện tích 1943 km². Huyện lỵ đóng tại Santa Fé.